# Slaget vid Oversø
Slaget vid Oversø var en mindre strid mellan Danmark och det Tyska förbundet som utkämpades den 24 april 1848 under Slesvig-holsteinska kriget.
Efter slaget vid Slesvig tvingades den danska armén att överge Dannevirke och dra sig tillbaka norrut, tätt följda av tyska förband. Eftermiddagen den 24 april kom tyskarna i stridskontakt med den danska eftertruppen vid byn Oversø varefter en häftig strid utbröt. De danska soldaterna kämpade länge tappert, men fick till slut ge sig för övermakten. 
Danskarnas förluster efter striden uppgick till fyra stupade, 26 sårade samt 300 tillfångatagna. Den danska reträtten fortsatte  mot Als, samtidigt som hela Slesvig och södra Jylland besattes av tyska trupper.